# Хто вбив електромобіль?
«Хто вбив електромобіль?» — документальний фільм 2006 року, що розповідає про появу, використання, і провал електромобіля в США, точніше про EV1. Фільм розкриває ролі автовиробників, нафтової промисловості, Уряду США, електричних акумуляторів, водневих авто, і споживачів в обмеженні розробок і поширення електромобілів.
Випущений на DVD 14 листопада 2006 Sony Pictures Home Entertainment.
Згідно з інтерв'ю на телеканалі CBS, режисер Кріс Пейн анонсував продовження фільму, назване «Хто врятував електромобіль?».

## Сюжет
Фільм розповідає історію електромобілів, їхню розробку і поширення, зосереджуючись на EV1, раніше доступною для оренди в південній Каліфорнії, після прийняття форумом California Air Resources Board мандата про ZEV (транспорті з нульовими викидами) в 1990 році, пов'язаних з забрудненням повітря, довкіллям та глобальним потеплінням.
Також фільм розповідає про скасування мандата California Air Resources Board після протесту автовиробників, нафтової промисловості і адміністрації президента Буша. Також відзначено вплив інших осіб з Уряду США — Діка Чейні, Кондолізи Райс та Ендрю Карда (Andrew Card) — всі вони колишні керівники автоконцернів і нафтових компаній.
Основна частина фільму оповідає про спроби General Motors продемонструвати відсутність попиту на електричні автомобілі в Каліфорнії, після чого відкликати кожен вироблений EV1 і знищити його. Кілька штук були спеціально зіпсовані і передані в музеї і університети, але практично всі інші були знищені. GM так і не відповів на прохання колишніх водіїв EV, які зібрали 2 мільйони доларів, повернути EV1 (до того моменту залишалося 78 машин в Бербенку (Burbank)). Активісти-водії щодня мітингували і чергували біля залишившихся EV1, але це призвело лише до того, що автоконцерн GM за допомогою поліції розігнав натовп, заарештував головних активістів, відвіз останні EV1 і знищив їх.
У фільмі освітлюється, чому електромобілям не дозволяють з'явитися на світ. Wally Rippel пояснює активність автоконцернів так: нафтовий бізнес може втратити мільярди доларів потенційного доходу від своїх монополій. Автомобільні компанії збанкрутували б вже через 6 місяців виробництва EV1. Самі ж автовиробники (Dave Barthmuss) пояснюють все інакше: ніби не було інтересу від покупців в машинах з дальністю руху до 100 миль (за одну зарядку) і досить високою ціною.
Фільм також концентрує увагу глядача на можливих технологіях майбутнього, в тому числі водневих авто та обговорення гібридних автомобілів.

## Інтерв'ю
Фільм включає інтерв'ю з такими відомими людьми, як Мел Гібсон, Том Генкс, Alexandra Paul, Peter Horton, Ed Begley, Jr., включаючи помітні політичні особистості Ralph Nader, Frank Gaffney, Alan Lloyd, Jim Boyd, Alan Lowenthal, S. David Freeman, колишнього керівника James Woolsey, а також підбірку новин про розробку, запуск і рекламу електромобіля.
Крім того, присутні інтерв'ю інженерів і техніків, які розробляли сучасний електромобіль та пов'язані технології: Wally Rippel, Chelsea Sexton, Alec Brooks, Alan Cocconi, Stan and Iris Ovshinsky та інших експертів на кшталт Joseph J. Romm (автора книг англ. Hell and High Water і англ. The Hype about Hydrogen). Romm пояснює, чому «воднева ініціатива» уряду США — погана ідея, звідки настільки тривалі затримки розробок набагато більше цікавих технологій, на зразок електромобілів і гібридних автомобілів, які можуть зменшити забруднення довкілля, світову витрату палива і нафти, і зробити світ більш енергетично безпечним. Зрозуміло, включено інтерв'ю осіб з автоконцернів, таких як Dave Barthmuss з GM, затятого противника фільму і EV1, і Bill Reinert з Toyota.

## Створення фільму
Сценарій написав Chris Paine, режисер Jessie Deeter, виконавчий продюсер — Tavin Marin Titus, Richard D. Titus з Plinyminor та Дін Девлін, Kearie Peak, Mark Roskin і Rachel Olshan з Electric Entertainment. Фільм був показаний на багатьох кінофестивалях, включаючи Sundance Film Festival, San Francisco Film Festival, Tribeca film festival, LA Film Festival, Berlin film festival, Deauville Film Festival, а також Wild and Scenic Environmental Film Festival і був випущений в кіно всесвітньо в червні 2006. Музика для фільму написана Джо Волшем, DJ Harry та Meeky Rosie. Jeff Steele, Kathy Weiss, Natalie Artin і Alex Gibney також є творцями фільму.

## Підозрювані
Останні півгодини фільму зазначаються можливі винуватці знищення електромобілів:
Споживачі
Боязнь нових технологій, небажання йти на компроміси (малий запас ходу — не більше 160 кілометрів на одному заряді акумулятора), звичка … От чому споживачі можуть бути винні.
Батареї
Зарезервовано дальність руху (не більше 160 кілометрів) спочатку встановлених батарей (проте пізніше батареї були замінені, що дозволило збільшити дальність руху до 250 кілометрів). Дослідження водіїв Америки виявило, що середньостатистична дальність щоденного маршруту становить менше 48 кілометрів, так що понад 90% американців могло б використати електромобіль щодня без яких би то не було проблем. В кінці фільму розповідається, що на літій-іонних батареях електромобіль міг би проїхати до 480 кілометрів на одній зарядці.
Нафтові компанії
Боячись втратити нафтову монополію в боротьбі з конкурентами, нафтові компанії підтримали скасування мандата ZEV. Крім того вони скупили патенти на нікель-металгідридні (NiMH) батареї, щоб запобігти можливості впровадження кращих батарей в електромобілі.
Автомобільні компанії
Спеціально організована неправильна маркетингова кампанія, покликана не стільки рекламувати продукт, скільки збентежити споживача, саботаж власного продукту, відмова задовольнити значний попит споживачів, незвичайна практика зі здачею автомобілів в оренду (тільки в оренду — продаж була повністю заборонена). GM пояснив свою поведінку складністю в ремонті й обслуговуванні електромобілів, що не є правдою. Потрібно зауважити, що електромобіль не має потреби в такому складному та дорогому обслуговуванні, як звичайний автомобіль, тому що кількість деталей в електромобілі значно менше, ніж у звичайному авто. Ще однією причиною було названо відсутність попиту на них, хоча в GM зберігався список з приблизно 5000 осіб, які бажали придбати EV1. Крім того, у фільмі розповідається про спроби автомобільних концернів знищити конкурентні технології на кшталт міської транспортної системи США.
Уряд
Федеральний уряд вступив до лав супротивників Каліфорнійського мандата, не зумів підтримати інтерес суспільства до зменшення забруднення довкілля і необхідність економії пального, рекомендував купувати автомобілі з у багато разів гіршою ефективністю (водневі), а також перемістив дослідження альтернативних джерел енергії з електрики на водень.
California Air Resources Board
CARB, очолювана Аланом Ллойдом, впала під тиском автоконцернів і відкликала мандат про ZEV. Після чого Ллойда призначили головою нового «інституту паливних елементів». У фільмі показано, як він не дає висловлюватися людям з проекту ZEV, що виступають за екологію, а власникам автоконцернів віддає стільки часу, скільки їм потрібно.
Водневі паливні елементи
Паливні елементи розглянуті у фільмі як альтернатива повністю електричному приводу і батарей. Насправді ж автомобіль на паливних елементах споживає в 3-4 рази більше електрики, ніж виключно електричне авто. Крім того, у водневих автомобілів є безліч проблем:
# В цей час автомобіль на паливних елементах коштує більше мільйона доларів. У той час як вироблені в Індії електромобілі продаються за ціною в 5000 доларів.
# Існуючі матеріали не можуть містити достатньо водню, щоб дозволити людям «переміщатися на бажані відстані».
# В цей час сам водень дуже дорогий, навіть самі невдалі його варіанти коштують у 2-3 і більше разів дорожче бензину.
# Необхідність у створенні водневої інфраструктури (заправки, виробництво, поставки). Комусь доведеться побудувати 10 або навіть 20 тисяч водневих заправок до того, як будь-хто серйозно зацікавиться водневими авто.
# Конкурентні технології теж не стоять на місці. «Потрібно молитися, щоб конкуренти не зробили пристойний стрибок …»

## Вердикт фільму
Висновки такі:
- Споживачі — Винні
- Батареї — Не винні
- Нафтові компанії — Винні
- Автомобільні компанії — Винні
- Уряд — Винні
- California Air Resources Board — Винні
- Водневі паливні комірки — Винні

### Від General Motors
General Motors (GM) відповіли через повідомлення в блозі Хто ігнорував факти про електромобілі ?, опубліковане Дейвом Бартмуссом з відділу зв'язків з громадськістю. Він не адресує своє повідомлення фільму (так як заявляє, що не бачив його), але розповідає частину історії з боку GM, про їх інвестиції до і після EV1:
 На жаль, через відсутність належного фінансування від ентузіастів (і цю заяву після пропозиції 2 млн $ за повернення EV!) і винятково малої кількості водіїв EV1, було вирішено, що EV1 далекий від значущого комерційного успіху. 
Він звертає увагу на інвестиції в електричний транспорт після EV1: Global Hybrid Cooperation, plug-in hybrid і програму паливних елементів. Творці фільму припускають, що GM не направили свої передові технологічні напрацювання в EV1, натомість продовжуючи фінансувати дохідніші зараз проекти, на зразок SUV.
Бартмусс повторює висловлювання GM про водень:
 Незважаючи на заяви творців фільму про те, що водень — не найкраща ідея, GM зараз успішно розробляє технології паливних осередків і незабаром (до 2010) досягне достатнього рівня, щоб конкурувати з діючими авто на ДВС за продуктивністю, а може і перевершить їх. 

### GM не рекомендують використовувати EV1
General Motors спочатку працювали так, щоб мінімізувати інтерес до EV1. GM дзвонили зацікавленим покупцям, називали їм негативні сторони електромобілів, всіляко відмовляли від купівлі або вимагали повернути зданий в оренду EV1. Після чого офіційні особи просили скасувати мандат про ZEV виходячи з того, що попит на EV1 був занадто низький. Критичні інтерв'ю у фільмі оповідають про те, що в разі відкриття масового виробництва електромобілів всі пов'язані з цим питання можна було б легко вирішити.

### Edmunds.com
Карл Брауер, редактор і власник популярного сайту з продажу авто Edmunds.com, виклав власну критику на фільм,. Наприклад про негативний маркетингу GM він відгукнувся так:
Слух: Було понад 5,000 людей, що бажають придбати EV1, але GM не дозволила їм це зробити.
Факт: Було понад 5,000 осіб, що виявили інтерес до EV1, але GM телефонуємо їм і пояснювала, що авто коштує $ 299 на місяць, проїжджає від 60 до 80 миль на повному акумуляторі, і вимагає від 45 хвилин до 15 годин для повного заряду, після чого значно менше людей хотіли орендувати EV1 (не дивно, чи не так?). У фільмі наголошено, що середній американець проїжджає 29 миль на день, однак якщо я захочу поїхати за місто, це стає проблемою …

## Огляди
Metacritic дає фільму 70 балів , показуючи в основному позитивні відгуки.
Короткі цитати.
- Огляд в OC weekly Метт Коукер,

«На відміну від більшості ледачих ЗМІ, що фінансувалися нафтовими магнатами з Білого дому, які тремтіли над ідеями про помилкові 'рішення' на кшталт гібридів, біодизеля, водню і етанолу, Korthof і його повністю електрична армія — за технологією EV.»
- Огляд від Rottentomatoes.com
- Огляд від Internet Movie Database
- Рецензія[недоступне посилання з травня 2019] Манола Даргіс